# Ролло (сир)
Ролло (фр. Rollot) — французький сир з коров'ячого молока, виготовлений на території Пікардії, переважно в департаменті Сомма.

## Історія
Сир вперше був вироблено на початку XVII століття ченцями монастиря Маруаль (фр. Abbaye de Maroilles) і отримав популярність після того, як сподобався королю Людовику XIV. У XVII столітті він був настільки популярний, що міг використовуватися в якості грошового еквівалента.
В наші дні виготовленням традиційного ролло займаються всього три або чотири виробника; інший сир виробляється промисловим способом.

## Виготовлення
Ролло виготовляється з незбираного молока, сирого або пастеризованого. У свіже молоко додається закваска; згусток, що утворився, нарізається і поміщають у форму. Після того, як стече сироватка, сир солять і поміщають в сушильню на три-шість тижнів.
Спочатку ролло мав форму циліндра діаметром 6—7 см, висотою 4—5 см і вагою 450—500 грамів. У наш час він виготовляється переважно у формі серця і важить від 200 до 250 грамів.

## Характеристики
Сир має яскраво виражений солоний смак з легкою приємною гіркуватістю. Скоринка зазвичай червонуватого кольору, м'якоть блідо-жовтого. Жирність — 45—50 %.
Ролло вживають з білим вином Sancerre.